# Megaclite (satèl·lit)
Megaclite (Júpiter XIX) és el nom d'un satèl·lit natural menor de Júpiter. Va ser descobert per un equip d'astrònoms de la universitat de Hawaii conduïts per Scott S. Sheppard l'any 2001 i que va ser anomenat, inicialment, S/2000 J 8.
Va rebre el nom definitiu l'octubre de 2002 de Megaclite, amant de Zeus segons la mitologia grega.
Megaclite té prop de 5,4 kilòmetres de diàmetre i es mou en òrbita al voltant de Júpiter en una mitjana de 23.806.000 kilòmetres.
Pertany al grup de Pasífae, entre les llunes retrògrades irregulars que es mouen en òrbita al voltant de Júpiter en les distàncies que s'estenen entre 22,8 i 24,1 Gm, i amb inclinacions d'entre 144,5° i 158,3°.